# Planchonia
Planchonia là một chi thực vật có hoa trong họ Lecythidaceae. Nó là bản địa khu vực Đông Nam Á, Papuasia và Australia.

## Các loài[4]
Chi Planchonia gồm các loài:
1. Planchonia andamanica King
2. Planchonia brevistipitata Kuswata - Sabah
3. Planchonia careya  (F.Muell.) R.Knuth - New Guinea, Queensland, Lãnh thổ Bắc Úc, Tây Australia
4. Planchonia grandis Ridl. - Malaysia bán đảo, Borneo, Sumatra
5. Planchonia papuana R.Knuth - New Guinea, quần đảo Solomon, Aru
6. Planchonia rupestris  R.L.Barrett & M.D.Barrett - Tây Australia
7. Planchonia spectabilis Merr. - Luzon, Mindanao
8. Planchonia timorensis Blume - Timor
9. Planchonia valida (Blume) Blume - Andaman & Nicobar, Malaysia bán đảo, Borneo, Sumatra, quần đảo Sunda Nhỏ, Sulawesi, Java.